# 熊本市立出水南小学校
熊本市立出水南小学校（くまもとしりつ いずみみなみしょうがっこう）は、熊本県熊本市中央区出水四丁目にある公立小学校。

## 沿革
- 1980年（昭和55年） - 熊本市立出水小学校より分離し開校

## 歴代校長
- 1980年（昭和55年） - 初代校長 賀久敦治
- 1983年（昭和58年） - 第2代校長 木場照輝
- 1988年（昭和63年） - 第3代校長 山下哲夫
- 1992年（平成4年） - 第4代校長 松本寛
- 1995年（平成7年） - 第5代校長 清田恵美子
- 1998年（平成10年） - 第6代校長 横山忠克
- 2000年（平成12年） - 第7代校長 中村憲次
- 2003年（平成15年） - 第8代校長 田中幹夫
- 2007年（平成19年）-第9代校長 緒方知秋
- 2010年（平成22年） - 第10代校長 前田由美
- 2012年（平成24年） -第11代校長 山田美保
- 2014年（平成26年）- 第12代校長 橋口典良
- 2016年（平成28年）- 第13代校長 松島和寿
- 2017年（平成29年） - 第14代校長 池田今朝清
- 2019年（平成31年）-第15代校長 上島和美

## クラブ活動

### 運動部
- 剣道部
- ソフトバレー部
- ミニバスケットボール部
- サッカー部
- 野球部
- 総合運動部

### 文化部
- 音楽部
  - 第63回全国学校音楽コンクール全国コンクール銅賞

## 著名な出身者
- アドゥワ誠（プロ野球選手）
- アドゥワ大（プロ野球選手）
- 浦川泰幸（ABCテレビアナウンサー）
- 尾田栄一郎(漫画家)

## 学校周辺
- 熊本県立湧心館高等学校
- 熊本県立熊本支援学校